# Nyctibora humeralis
Nyctibora humeralis es una especie de cucaracha del género Nyctibora, familia Ectobiidae. Fue descrita científicamente por Dohrn en 1888.
Habita en Brasil, Ecuador y Bolivia.